# San Vicente (Buenos Aires)
San Vicente is een plaats in het Argentijnse bestuurlijke gebied San Vicente in de provincie Buenos Aires. De plaats telt 44.529 inwoners.

## Geboren
- Jorge Brown (1880-1936), voetballer
- Dante Quinterno (1909-2003), striptekenaar
- Juan Ignacio Cerra (1976), kogelslingeraar

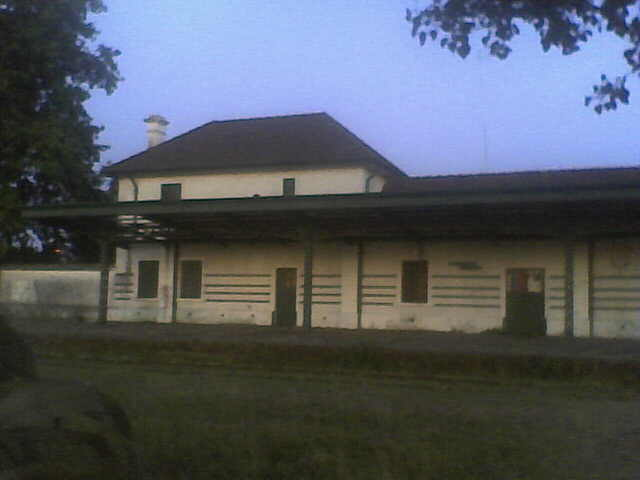
Station van San Vicente